# Codonanthe
Codonanthe es un género con 34 especies de plantas herbáceas perteneciente a la familia Gesneriaceae. Es originario de América.

## Descripción
Son plantas herbáceas, arbustos o lianas epífitas, que, por lo general, crecen en nidos de hormigas . Los tallos son colgantes  o erectos de  2 m de altura , convirtiéndose en leñosas sus pocas ramas . Tiene nodos produciendo raíces adventicias y / o nectarios extraflorales . Las hojas son opuestas; pecíolo corto; la lámina carnosa , coriácea cuando se seca, a menudo con nectarios extraflorales rojizos en la superficie inferior. Las inflorescencias en cimas axilares con 1 - a pocas flores con pedicelos cortos. Sépalos subiguales a muy desiguales , el dorsal  recurvado . Corola blanca , rosa , lila , amarillo o púrpura oscuro , a menudo con líneas rojizas o manchas ; tubo en forma de embudo. el fruto es una baya cápsula carnosa , dehiscente tardíamente, globosa , ovoide o comprimido, de color rojo, rosa , naranja, verde o amarillo . Las semillas de color rojo , rosa o amarillo, fusiformes o elipsoides. El número de cromosomas : 2n = 16. 

## Distribución y hábitat
Se distribuye por todo el neotrópico , con concentración de especies en la cuenca del Amazonas y el S & E de Brasil. Por lo general, crecen como epifitas en los nidos de hormigas, en las tierras bajas y bosques montanos . 

## Taxonomía
El género fue descrito por (Mart.) Hanst.  y publicado en Linnaea 26: 209. 1854. La especie tipo es: Codonanthe gracilis (Mart.) Hanst. 
Etimología
El nombre del género deriva del griego κωδων ,  kōdōn  = "campana", y άνθη ,  anthe = "flor" , en referencia a la ( sub) acampanada forma de la corola.

## Especies
| - Codonanthe aggregata - Codonanthe bipartita - Codonanthe calcarata - Codonanthe caribaea - Codonanthe carnosa - Codonanthe chiricana - Codonanthe ciliosa - Codonanthe confusa - Codonanthe cordifolia - Codonanthe corniculata - Codonanthe crassifolia | - Codonanthe decurrens - Codonanthe devosiana - Codonanthe digna - Codonanthe dissimulata - Codonanthe eggersii - Codonanthe elegans - Codonanthe erubescens - Codonanthe florida - Codonanthe formicarum - Codonanthe gracilis - Codonanthe hookeri - Codonanthe hookerii - Codonanthe luteola | - Codonanthe macradenia - Codonanthe mattos - Codonanthe paula - Codonanthe picta - Codonanthe serrulata - Codonanthe stenantha - Codonanthe triplinervia - Codonanthe uleana - Codonanthe ulei - Codonanthe venosa - Codonanthe ventricosa |